# نوری هست که هرگز خاموش نمی‌شود
«نوری هست که هرگز خاموش نمی‌شود» (به انگلیسی: There Is a Light That Never Goes Out) تک‌آهنگی از گروه سبک آلترناتیو راک بریتانیایی، اسمیتز است که در سال ۱۹۹۲ میلادی منتشر شد. این ترانه که به‌وسیلهٔ موریسی و نوازندهٔ گیتار جانی مار نوشته شده‌است، در اصل در آلبوم ملکه مرده است (۱۹۸۶) قرار داشت و در ۱۹۸۷ به‌عنوان یک تک‌آهنگ در فرانسه منتشر شده بود. ولی در کشورهای دیگر، شامل انگلستان، تا ۱۹۹۲ منتشر نشد که پنج سال پس از از انحلال گروه بود. این ترانه در جایگاه ۲۵ جدول تک‌آهنگ‌های بریتانیا جای گرفت.
این ترانه تاکنون مورد استقبال گستردهٔ منتقدان قرار گرفته‌است. در ۲۰۱۴ میلادی، ان‌ام‌ئی آن را در جایگاه دوازدهم فهرست برترین ترانه‌های همهٔ دوران‌ها قرار داد.